# Dan Gaspar
Dan Gaspar (ur. 28 maja 1965 w Bukareszcie) – rumuński żużlowiec.

## Życiorys
Trzykrotny medalista indywidualnych mistrzostw Rumunii: złoty (1986), srebrny (1984) oraz brązowy (1985). Dwukrotny medalista mistrzostw Rumunii w parach: srebrny (1985) oraz brązowy (1984). Srebrny medalista drużynowych mistrzostw Rumunii (1985).